# Strigătul corlei
Strigătul corlei  (titlul original: în arabă دعاء الكروان, transliterat: Douaa al-kawrawan) este un film dramatic egiptean, realizat în 1959 de regizorul Henry Barakat, după romanul omonim al scriitorului Taha Hussein, protagoniști fiind actorii Faten Hamama, Ahmed Mazhar, Amina Rizk, Abdel Alim Khattab. 

## Distribuție
- Faten Hamama – Amna
- Ahmed Mazhar – inginerul
- Amina Rizk –
- Zahrat El-Ola – Henady
- Abdel Alim Khattab – unchiul Gabber
- Mimi Chakib – Zanooba
- Raga El Geddawy – Khadeega